# 하기촌
하기촌(萩村)은 아이치현 호이군에 설치되었던 촌이다. 현재의 도요카와시에 해당한다.